# Zisterzienserinnenkloster Lombez
Das Zisterzienserinnenkloster Lombez (auch: Saint Bernard de Lombez) war von 1628 bis 1790  ein Kloster der Zisterzienserinnen in Lombez, einer Gemeinde im Département Gers in Frankreich.

## Geschichte
Der aus Bordeaux stammende Bischof von Lombez, Jean Daffis (1604–1657, Bischof 1628–1655), gründete 1628 in Lombez das Zisterzienserinnenpriorat Saint Bernard.  Erste Priorin der Bernhardinerinnen war Marie de Gombault, die ebenfalls aus Bordeaux stammte. 1640 nahm das Kloster Nonnen aus Kloster Saint-Sigismond in Orthez auf, 1761 die Nonnen des aufgelösten Klosters Rieunette. Es bestand bis zur Auflösung durch die Französische Revolution.